# Wilhelm Johann Julius Hoppenstedt
Wilhelm Johann Julius Hoppenstedt (* 14. Januar 1726 in Braunschweig; † 24. September 1788 in Seelze) war ein lutherischer Theologe und Pastor, der verschiedene Pastorenämter in Norddeutschland ausübte und dessen Söhne bedeutende Positionen in hannoverschen Kirchen- und Staatsämtern innehatten.
Hoppenstedt war der Sohn des Heinrich Conrad Hoppenstedt, eines Gerichtsprokurators, Advokaten und Notars in Braunschweig. Er studierte „nach frühem Verlust seiner Eltern mit mancher wohltätigen Unterstützung“ ab April 1750 drei Jahre lang Theologie an der Georg-August-Universität Göttingen und finanzierte sich zugleich als Hauslehrer. Seine Pastorentätigkeit begann er 1753 als Pastor adjunctus und ab 1756 als Hauptpastor in Sülfeld bei Fallersleben und setzte seinen Dienst von 1757 bis 1776 in Groß Schwülper bei Braunschweig und von 1776 bis 1781 an der Gartenkirche in Hannover fort. Seine letzte Pfarrstelle hatte er in Seelze bei Hannover inne, wo er „an Brustbeschwerden“ starb und am 5. Oktober 1788 im Beisein seiner neun überlebenden Kinder beigesetzt wurde.
In seinen der Erbauungsliteratur zuzurechnenden Schriften wandte er sich gegen die aufklärerische Tendenz seiner Zeit, das Christentum säkular-rational zu hinterfragen (siehe Reimarus, Lessing). Die Werke wurden deutschlandweit besprochen und „unter die besten Erbauungsschriften unserer Zeit“ gezählt; Friedrich Nicolai schrieb, Hoppenstedt sei „bekannt durch“ Jesus und seine Zeitgenossen. In einer Rezension des dritten Bandes heißt es, dass der „Verfasser zwar in vielen Fällen die gewöhnliche Meinung beybehält, der aber eben um deswillen uns so werth ist, weil so viel warmer Eifer für Jesu wohlthätige Religion ihn beseelt, und weil er so billig, so nachsichtig, so christlich gegen diejenigen denkt, deren Überzeugungen in der Religion nicht die Seinigen sind.“
Seine erste Ehe schloss Hoppenstedt am 7. September 1756; so berichten die Braunschweigischen Anzeigen, dass „der Hr. Past. zu Sülfeld und Ehmen, W. J. J. Hoppenstedt“ in St. Martini (Braunschweig) die „Jfr. L. D. Giebeln“ geheiratet habe. Nach ihrem frühen Tod heiratete er am 16. Januar 1759 in Groß Schwülper Luise Henriette Steigerthal (1742–1821), eine Tochter des Gifhorner Superintendenten Georg Friedrich Steigerthal. Aus der Ehe gingen vierzehn Kinder hervor, von denen drei zu herausragenden hannoverschen Kirchen- und Staatsmännern wurden, nämlich August Ludwig, Karl Wilhelm und Georg Ernst Friedrich Hoppenstedt. Vier Töchter hatten das Jugendalter nicht überlebt, und über den 1765 geborenen Sohn August Johann Friedrich ist nichts bekannt; die älteste Tochter starb nach ihrer Heirat mit dem Pastor Johann Friedrich Steinhöfel in Waake mit 26 Jahren. Die Zweitälteste heiratete den Pastor Johann Nicolaus Schrage, eine weitere (Charlotte) den Rehburger Brunnenarzt Heinrich Philipp Franz Albers. Zwei Töchter starben unverheiratet; ihre Grabsteine sind auf dem hannoverschen Gartenfriedhof zu finden.
Seine Söhne ließen Hoppenstedt in Seelze ein Denkmal errichten.

## Schriften
- Geschichte der Erziehung und des Unterrichts, den ich meinen Kindern gebe. In: Hannoverisches Magazin. Jg. 10, 1772, 1. Stück, S. 1–14 (Digitalisat der UB Bielefeld).
- Betrachtung über das Hauskreuz bey Gelegenheit des unvermutheten Todes des jungen Freyherrn Carl Asche von Mahrenholtz. Meyer, Braunschweig 1775 (Predigt; Digitalisat der SUB Göttingen).
- Religionsvorträge. Schmidt, Hannover 1776.

- Rezension. In: Johann Christoph Adelung: Allgemeines Verzeichniß neuer Bücher, mit kurzen Anmerkungen nebst einem gelehrten Anzeiger. Bd. 2, 1777, 7. Stück, S. 802 f.; Rezension. In: Anhang zu dem fünf und zwanzigsten Bande der allgemeinen deutschen Bibliothek. 1. Abtheilung, S. 168 f.

- Jesus und seine Zeitgenossen. 3 Bde. Pockwitz, Hannover 1784–1786.

- Rezension zu Bd. 1. In: Nürnbergische gelehrte Zeitung. Nürnberg 1784, S. 718–720; weitere Rezensionen: zu Bd. 1. In: Göttingische Anzeigen von gelehrten Sachen. Bd. 3, Göttingen 1784, 201. Stück, S. 2010 f.; zu Bd. 1. In: Allgemeine Bibliothek der neuesten deutschen theologischen Litteratur. Bd. 5, Quedlinburg 1785, S. 3–14; zu Bd. 1 und 2. In: Allgemeine Literatur-Zeitung. Nr. 197, 20. August 1785, S. 205 f.; zu Bd. 1 und 2. In: Allgemeine deutsche Bibliothek. Bd. 69, 1786, 1. Stück, S. 344 f.; zu Bd. 2. In: Göttingische Anzeigen von gelehrten Sachen. Bd. 1, Göttingen 1786, 25. Stück, S. 245; zu Bd. 3. In: Gothaische gelehrte Zeitungen. Gotha 1787, 69. Stück, S. 562 f.